# Morscholz (Film)
Morscholz ist ein deutscher Kinofilm von Timo Müller, der am 24. Juni 2008 Weltpremiere beim Filmfest München feierte. Dabei wurde Morscholz mit dem Förderpreis Deutscher Film für die Beste Regie ausgezeichnet. Außerdem war der Film nominiert in den Kategorien Bestes Drehbuch & Bester Hauptdarsteller männlich (Laurens Walter).
Beim Internationalen Filmfestival Oldenburg 2008 lief Morscholz im Wettbewerb um den German Independence Award und war nominiert als Bester Deutscher Film.

## Handlung
Der Film Morscholz erzählt keine Geschichte, sondern beschreibt einen Zustand, den Zustand unerfüllter Beziehungen einer Familie, den Kampf um die Liebe und das Leben selbst.
Einer der Protagonisten ist Bernd (Uwe Keller), der an seiner inneren Hilflosigkeit fast verzweifelt. Ohnmächtig sieht er mit an, wie seine Familie ihm entgleitet. Seine Frau Fabienne (Mélanie Fouché) kann ihn nicht mehr ertragen.
Da Bernd unfähig ist, sich seinen Problemen zu stellen, ist für ihn Alkohol oft der einzige Ausweg. Der gehörlose Flipper (Dominik Ridder) ist dabei nicht minder sein Opfer.
Bernds Schwester Gertrud (Hiltrud Lichthardt) arbeitet mit Flipper in einem Getränkemarkt. Ab und zu kommt Flipper mit zu ihr nach Hause. Da Gertrud allein lebt und einsam ist, versucht sie, sich vorsichtig an Flipper heran zu machen.
Neffe Dirk (Laurens Walter) erträgt die Langeweile des Dorfes nicht und zeigt Michel (Matthias Piro), dem Sohn von Fabienne und Bernd, wie man am besten Wespen tötet.
Bei einem der nächtlichen sinnlosen Besäufnisse im Partykeller eskaliert die Situation: Dirk dreht durch und bedroht Bernd mit einem Gewehr. 

## Festivals
- Filmfest München – Wettbewerb 2008
- Internationales Filmfest Oldenburg – Wettbewerb 2008
- Festival Internacional de Cine de Gijón 2008
- Filmfestival Max-Ophüls-Preis 2009
- Festival de Cinema Independente Alemao Porto Alegre 2013
- Athen Avant-Garde Film Festival 2014

## Rezeption
„Es war von allen nominierten der eigenwilligste, schrägste und mutigste Film. Er ist eckig und sehr beeindruckend.“

„Noch nie war die deutsche Provinz so fremdartig, bizarr und dabei so ehrlich und nah wie in Müllers aufregendem Erstlingsfilm. Ein erzählerischer Drahtseilakt zwischen liebevoller Dokumentation und unter die Haut gehendem Erzählkino.“

„Der wohl kontroverseste Wettbewerbsbeitrag.“

„Hard-hitting drama.“

„Das Homevideo der etwas anderen Art bewies künstlerischen Stilwillen und provozierte.“

„Wirkt wie die Saarland-Variante von Harmony Korines Gummo, ein zwingendes Portrait post-proletarischer Befindlichkeit.“